# Progress Rail Services
A Progress Rail Services Corporation, subsidiária de propriedade da Caterpillar Inc. desde 2006, é uma fornecedora de produtos e serviços para sistemas ferroviários com sede em Albertville, Alabama, Estados Unidos. Fundada como uma empresa de reciclagem em 1982, a Progress Rail tem aumentado o número de ofertas de produtos e serviços ao longo do tempo para se tornar um dos maiores e diversificados fornecedores de equipamentos para ferrovias e sistema de produtos e serviços na América do Norte. A Progress Rail possui mercados de produtos e serviços em todo o mundo e mantém 110 instalações nos Estados Unidos, 34 no México, quatro no Canadá, dois no Brasil, cinco no reino UNIDO, na Itáliae uma na Alemanha. a Progress Rail está organizada em duas divisões: Engenharia & Serviços de Ferrovias (ETS) e Locomotivas & Vagões de Serviços (LRS).

## História

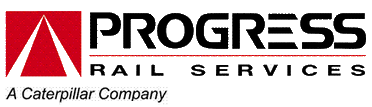
Antiga logo da Progress Rail.

A Progress Rail tem suas raízes em uma empresa de reciclagem fundada em Albertville, Alabama, Estados Unidos, em 1982.
Com a fusão da proprietária da Progress Rail Florida Progress Corporation e  Carolina Power & Light Company , em 2000, tornou-se propriedade pela nova entidade  Progress Energy
Em fevereiro de 2005, a Progress Energy  anunciou que estava vendendo a Progress Rail para a One Equity Partners por us $405 milhões. A venda foi encerrada em 28 de março de 2005, com a Progress Rail se tornando uma empresa privada separada.
Em 17 de maio de 2006, a Caterpillar Inc. anunciou a aquisição da Progress Rail da One Equity Partnerspor US $1 bilhão em dinheiro, de ações e de dívida. A aquisição pela Caterpillar foi anunciado como parte de sua estratégia de longo prazo, a Visão 2020.
Em julho de 2011, a empresa anunciou a montagem de locomotivas EMD em uma fábrica arrendada, no estado de Minas Gerais, Brasil.

## Aquisições

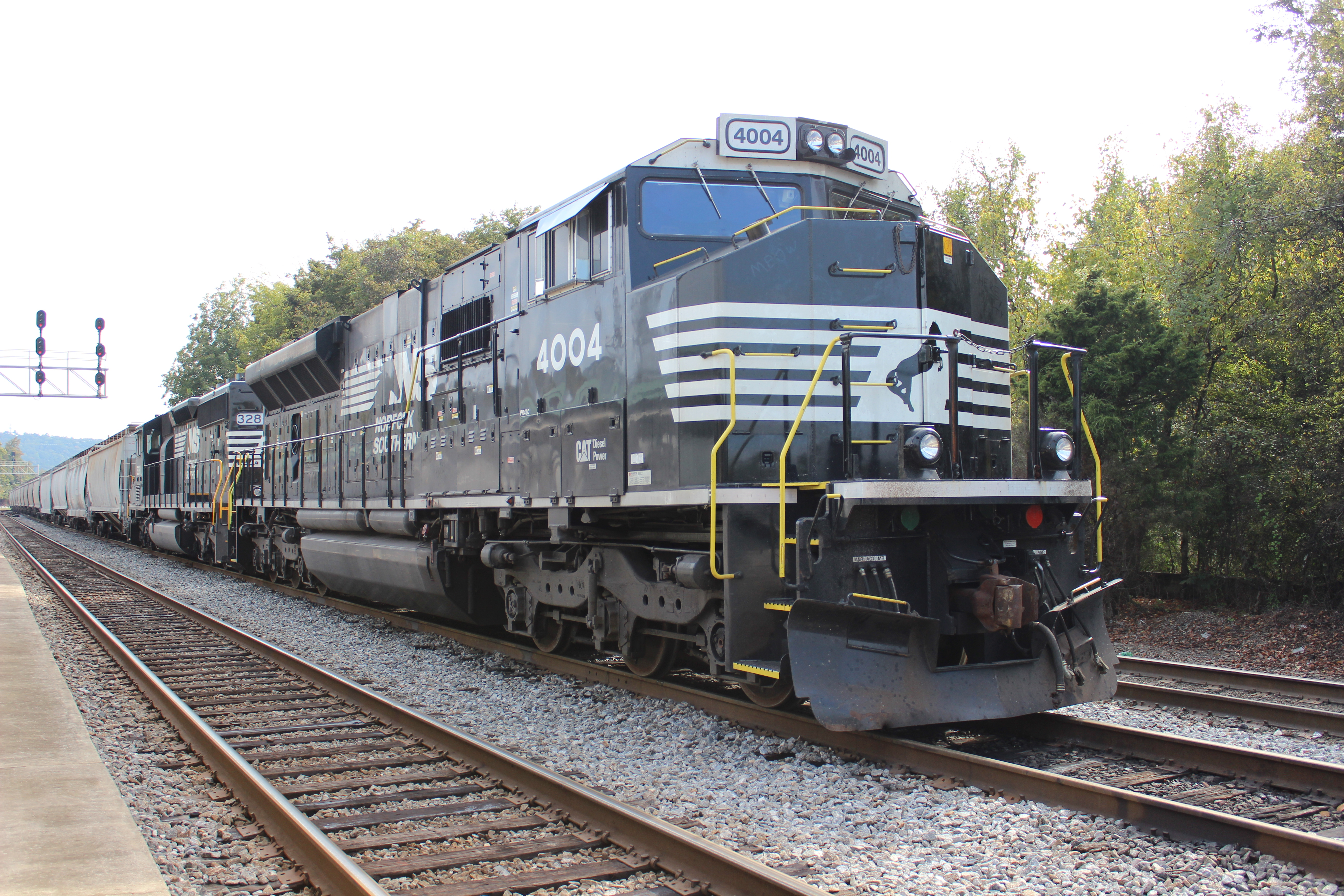
Uma locomotiva reformada Progress Rail PR43C em Anniston, no Alabama.

Em 24 de Maio de 2008 a Caterpillar concordou em adquirir todo o capital social da MGE - Equipamentos e Serviços Ferroviários Ltda., Uma empresa de serviços de locomotivas e carros de passageiros com sede em São Paulo, Brasil,  para fazer parte da Progress Rail Services Corporation da Caterpillar.  A aquisição da MGE marcou a primeira entrada da Progress Rail no mercado sul-americano.
Em 1 de junho de 2010, a Caterpillar anunciou Progress Rail Services Corporation iria comprar a Electro-Motive Diesel a partir de Berkshire Partners LLC e Greenbriar Capital Group LLC por US$820 milhões. A compra foi concluída em 2 de agosto de 2010, tornando Electro-Motive Diesel subsidiária da Progress Rail Services Corporation.
Durante o ano de 2010, a Progress Rail adquiriu dois fabricantes de equipamentos de sinalização, a Coast to Coast Signal Engineering  e  Signaling, bem como uma subsidiária da  General Electric  subsidiária envolvida na indústria de sinalização; agora Progress Rail Inspection & Sistemas de Informação.

## Investigação Federal
Durante o mês de outubro de 2013, a Caterpillar anunciou que uma acusação criminal federal havia sido protegida contra a Progress Rail Services. Em 2017, a empresa declarou-se culpada, incluindo o despejo de materiais tóxicos no oceano. Us $5,000,000 multa foi paga, assim como us $20,000,000 em restituição.

## Produtos

### Locomotivas

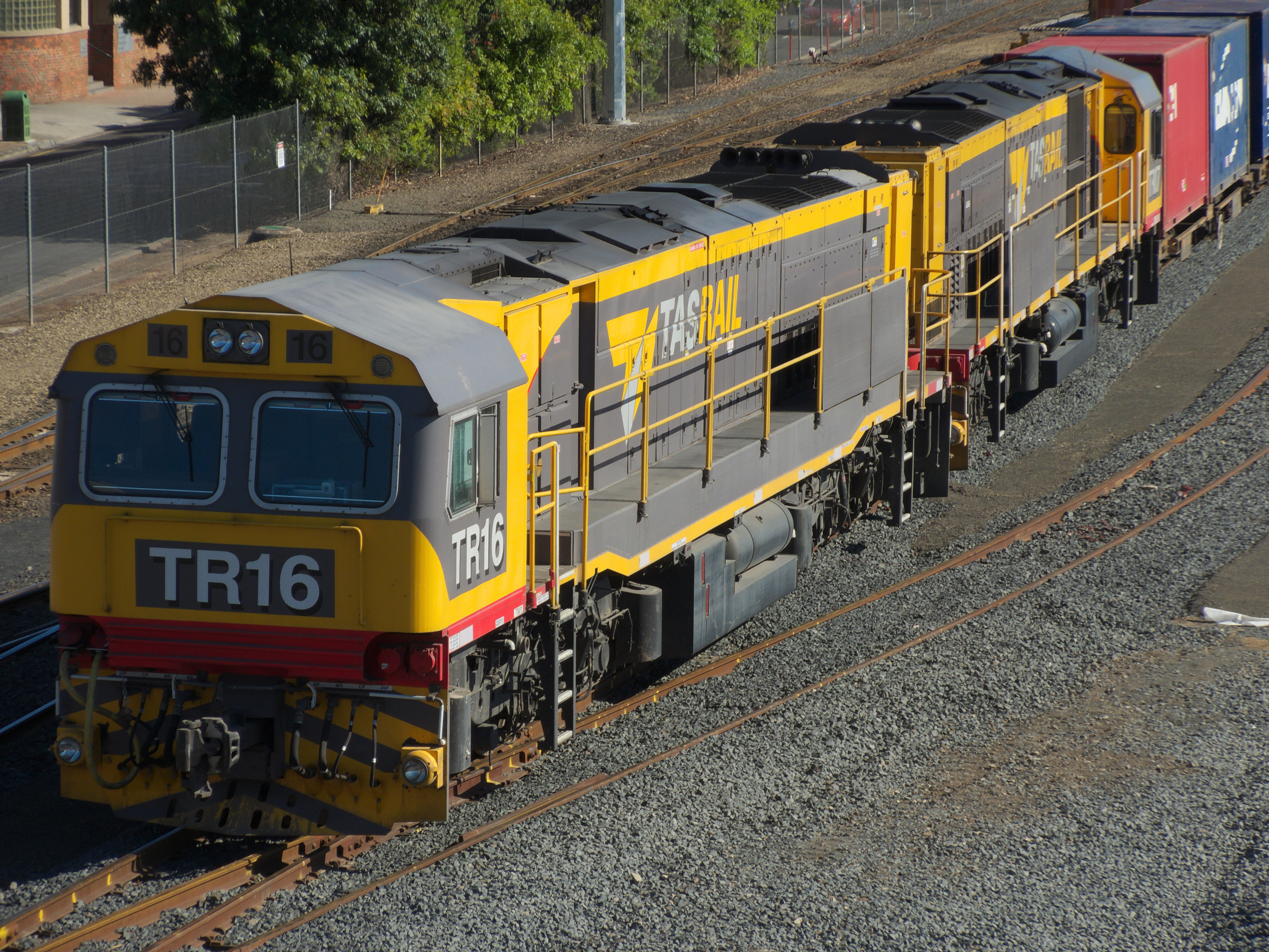
Locomotiva Progress Rail PR22L na Tasmânia.

A Progress Rail e sua subsidiária Electro-Motive Diesel atualmente oferecem locomotivas de carga e passageiros, reformadas, repotencializadas ou usadas.
- Progress Rail PR22L
- Progress Rail PR30C
- Progress Rail PR43C

### Sinais
A Divisão de Sinal da Progress Rail faz sinais de cruzamento e de passagem sob o nome Lincoln Industries.